# Makulární degenerace
Makulární degenerace je závažné progresivní degenerativní oční onemocnění postihující oblast ve středu sítnice zvanou žlutá skvrna (makula), která ovládá centrální zorné pole a umožňuje schopnost barevného vidění. Nejčastěji se vyskytuje věkem podmíněná makulární degenerace (VPMD nebo AMD z anglického age-related macular degeneration), která souvisí se stárnutím. Makulární degenerace ale může postihnout i mladší jedince. Svou roli při vzniku onemocnění mohou hrát kromě věku také genetické faktory, kouření, hypertenze, diabetes a vysoká expozice UV záření.
Onemocnění může vést k rozmazanému vidění v centru zorného pole nebo jeho úplné ztrátě. Postupem času dochází ke zhoršování vidění, které postihuje nejprve jedno a později obě oči. Ztráta centrálního vidění ztěžuje rozpoznávání obličejů, řízení auta, čtení nebo jiné běžné každodenní činnosti.
VPMD se diagnostikuje na základě kompletního očního vyšetření. Rozeznáváme suchou a vlhkou formu, suchá forma tvoří 90 % případů a ke zhoršenému vidění dochází pozvolna. U suché formy zanikají světločivné a pigmentové buňky sítnice a v důsledku toho dochází k výpadku vidění v centru zorného pole. Vlhká forma se objevuje méně často, ale je mnohem závažnější a rychlejší. Dochází k abnormálnímu prorůstání cév do oblasti žluté skvrny, k otoku makuly a v závažnějších případech ke krvácení do sítnice a trvalé ztrátě vidění v centrální oblasti. Důležitá, zejména u závažnější vlhké formy, je včasná diagnostika. Včasné zahájení léčby může zpomalit průběh onemocnění a předejít tak úplné ztrátě zraku.
Prevence onemocnění zahrnuje dodržování zdravého životního stylu, pravidelná oční vyšetření, pravidelné kontroly krevního tlaku a cukru v krvi, vyvarování se obezitě a kouření a ochrana zraku před UV zářením. Léčba suché formy spočívá spíše ve sledování pacienta a v podpůrných opatřeních. U vlhké formy se používá přímá nitrooční aplikace látek působících proti vaskulárnímu endoteliálnímu růstovému faktoru (anti-VEGF), fotodynamická terapie, případně laserová koagulace.
VPMD je nejčastější příčinou poškození zraku u osob starších 55 let v průmyslově vyspělých zemích. Je častější u osob evropského nebo severoamerického původu. Onemocnění zásadně ovlivňuje kvalitu života postižených jedinců a pro společnost představuje velkou socioekonomickou výzvu vzhledem k exponenciálnímu nárůstu délky života a environmentálním rizikům.

## Epidemiologie
VPMD je hlavní příčinou centrální slepoty v průmyslově vyspělých zemích, kde postihuje více než 170 milionů lidí, a třetí nejčastější příčinou slepoty celosvětově. Celosvětová prevalence onemocnění se odhaduje na 8,7 % a od roku 2020 postihuje více než 190 milionů lidí. Věk je hlavním rizikovým faktorem pro vznik onemocnění a jeho incidence a prevalence s přibývajícím věkem stoupá. Očekává se, že do roku 2040 se jeho prevalence zvýší na 288 milionů, jak poroste podíl starších lidí v populaci. Lidé starší 75 let mají ve srovnání s jedinci ve věku 50-59 let téměř 15krát vyšší pravděpodobnost, že onemocní VPMD. Pokud jde o rasové rozdíly ve výskytu VPMD, nejvíce jsou ohroženi běloši z Evropy a Severní Ameriky.
V České republice trpí VPMD asi 500 000 lidí. Nicméně v porovnání s průměrem zemí Evropy se v tuzemsku léčí asi třikrát méně pacientů.

## Příznaky

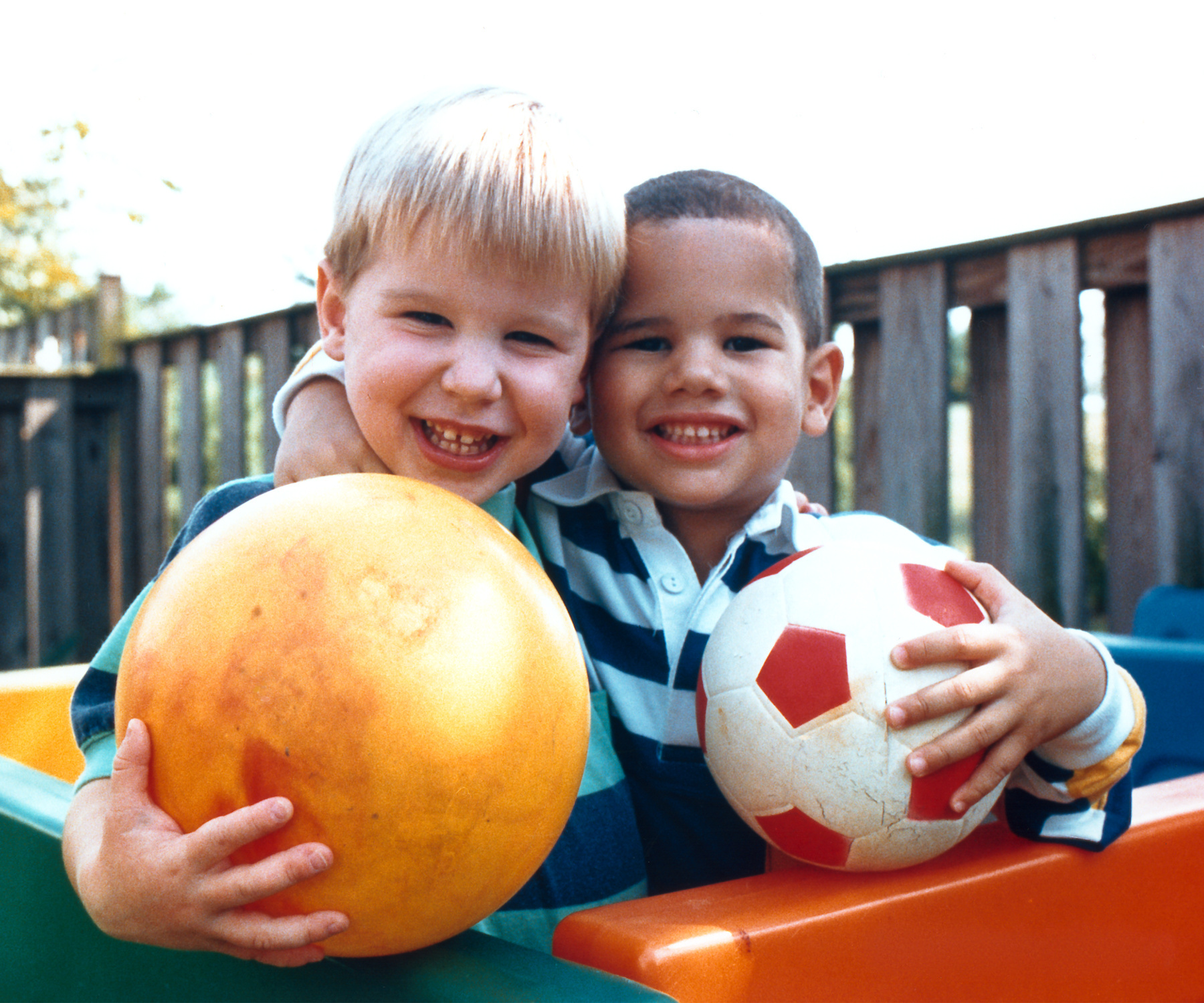
Normální vidění

Časná nebo středně pokročilá forma VPMD může být bez příznaků nebo se může projevovat rozmazaným nebo zhoršeným viděním obvykle nejprve na jednom oku, druhé oko bývá postiženo během několika následujících let.
Postižení se zpočátku projevuje obtížemi při čtení nebo řízení auta, zejména při špatném osvětlení. Mezi další příznaky patří zkreslené vidění a slepé skvrny, zejména v centrálním zorném poli a jeho okolí. Periferní vidění zůstává obvykle zachováno a umožňuje do jisté míry orientaci v prostoru.
Mezi další příznaky a symptomy makulární degenerace patří:
- Zkreslené vidění v podobě metamorfopsie, kdy čáry a objekty pravidelné mřížky jsou vnímány zkresleně nebo posunutě a některé její části vypadají prázdné. Pacienti si toho často poprvé všimnou například při pohledu na telefonní sloupy při jízdě autem. Může se také objevit šedá skvrna nebo stín uprostřed zorného pole nebo chybějící oblasti vidění.

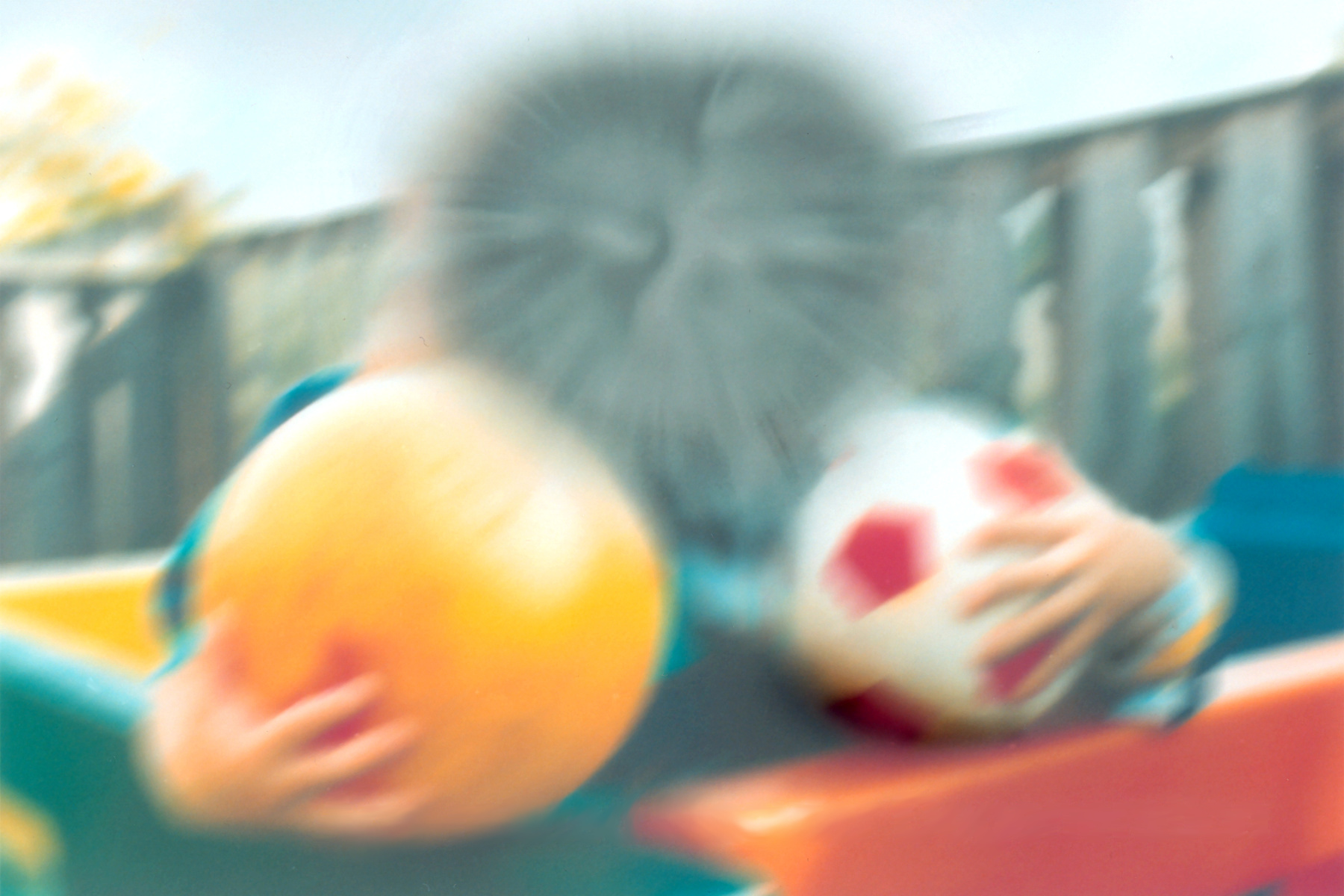
Simulace při VPMD

- Pomalé obnovování zrakových funkcí po vystavení jasnému světlu (fotostresový test).
- Výrazné snížení zrakové ostrosti (o dva nebo více stupňů), např. z 20/20 na 20/80.
- Rozmazané vidění.
- Změny v barevném vidění.
- Ztráta kontrastní citlivosti.

Lidé se suchou makulární degenerací většinou nepociťují žádné příznaky, ale může u nich docházet k postupnému nástupu rozmazaného vidění na jednom nebo obou očích. Suchá forma může také přejít ve vlhkou. U lidí s vlhkou makulární degenerací často dochází k akutnímu nástupu příznaků a rychlé ztrátě zraku způsobené často krvácením z abnormálních cév. Pokles vidění způsobený pozdními stadii VPMD výrazně snižuje kvalitu života postižených jedinců a může vést k těžké depresivní poruše.

## Rizikové faktory
Patogeneze makulární degenerace je složitou interakcí mezi genetikou, životním stylem a prostředím. Nejsilnějším rizikovým faktorem pro výskyt onemocnění je pokročilý věk, zejména nad 50 let. Dalšími faktory jsou bílá rasa, rodinný výskyt nemoci a světlá barva duhovky. Mezi modifikovatelné rizikové faktory řadíme stravovací návyky (dieta s nadbytkem tuků), obezitu, expozici UV záření a zvláště pak kouření. U jedince, který kouří více než 20 cigaret denně, je riziko vzniku VPMD dvakrát vyšší než u nekuřáků.
Na vznik onemocnění má vliv také celkový zdravotní stav jedince, zejména výskyt hypertenze, diabetu či jiných kardiovaskulárních chorob.

## Formy makulární degenerace
Rozeznáváme suchou a vlhkou formu VPMD.

### Suchá (atrofická) forma
Suchá forma tvoří 85–90 % případů a projevuje se postupným zhoršováním ostrosti v centru zorného pole až úplnou ztrátou centrálního vidění. Závažná porucha zraku se objeví jen u 12–21 % postižených. V oblasti žluté skvrny dochází k poškození a úbytku (atrofii) světločivných a pigmentových buněk sítnice, které v pokročilé fázi nemoci zanikají, a obraz v centru zorného pole se jeví rozmazaný nebo je nahrazen pouze šedou nebo černou skvrnou. Periferní vidění zůstává zpravidla zachováno. Konečné stadium se nazývá geografická atrofie, těžká slabozrakost se vyvíjí velmi pomalu, zpravidla během 5 až 10 let. U části pacientů může suchá forma během pěti let přejít ve vlhkou formu.

### Vlhká (exsudativní) forma
Vlhká forma se objevuje méně často, ale je mnohem závažnější a postupuje rychleji, zpravidla během několika měsíců. K závažnější ztrátě zraku obvykle dochází až u 85 % případů. Objevuje se zamlžené nebo deformované vidění (tzv. metamorfopsie – rovné linie se zdají být zprohýbané), výpadek v zorném poli a rychlé, výrazné snížení zrakové ostrosti až k praktické slepotě. Dochází k abnormálnímu prorůstání nových cév pod sítnici do oblasti žluté skvrny, následnému prosakování do sítnice a otoku makuly a v závažnějších případech ke krvácení do sítnice až k jejímu odloučení a tvorbě nevratných jizevnatých změn a tím trvalé ztrátě centrálního vidění.

## Patofyziologie
VPMD postihuje především makulu, což je centrální část sítnice bohatá na čípkové fotoreceptory, která umožňuje ostré vidění v centrální části zorného pole. Vznik a progrese VPMD je způsobena hlavně ischemií uvnitř cévnatky, která vyživuje zevní vrstvy sítnice včetně její pigmentové vrstvy a fotoreceptorů. Významnou roli má také akumulace lipofuscinu a oxidativní stres s uvolněním volných radikálů.

### Suchá forma
V časné fázi dochází k poškození zevní pigmentové vrstvy sítnice, která zabezpečuje její metabolismus. V důsledku narušeného metabolismu se v sítnici hromadí odpadní látky a objevují se typické nažloutlé usazeniny ve formě tvrdých a měkkých drúz. Postupně během několika měsíců až let dochází k tzv. geografické atrofii, to znamená k degeneraci a odumření světločivných buněk sítnice a ke ztrátě centrálního vidění. Drúzy mohou v konečných stadiích splývat a být příčinou odchlípení sítnice a přechodu ve vlhkou formu VPMD.

### Vlhká forma
Tato forma vede k praktické slepotě velmi rychle, obvykle během několika měsíců. Při vzniku onemocnění hraje důležitou roli ischemie, jež vede ke stimulaci produkce vaskulárního endoteliálního růstového faktoru (VEGF), který zvyšuje propustnost cévní stěny, zesiluje zánětlivou reakci a podněcuje tvorbu nových cév v cévnatce. Dochází k abnormálnímu prorůstání nových cév pod sítnici, následnému prosakování do sítnice, otoku makuly a ukládání tuků do sítnice, krvácení pod sítnici, do sítnice a v komplikovaných případech i do sklivcové dutiny. Krvácení může v závažnějších případech způsobit odchlípení sítnice, které se postupně hojí jizvou, a tím dochází k trvalé ztrátě centrálního vidění.

## Diagnostika

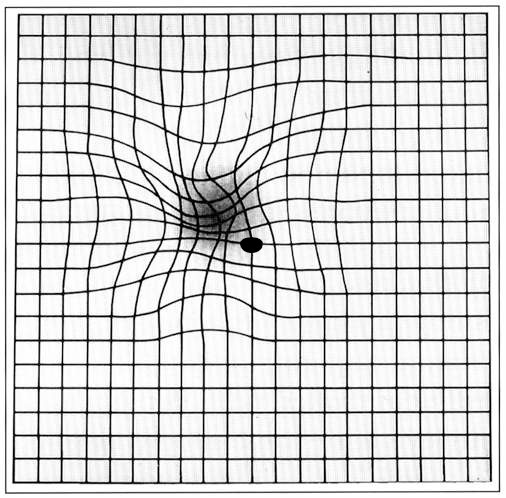
Amslerova mřížka, jak by se mohla jevit člověku s věkem podmíněnou makulární degenerací

Prvním krokem je podrobná klinická anamnéza, po níž následuje komplexní oční vyšetření včetně vyšetření zrakové ostrosti, vyšetření pomocí Amslerovy mřížky, biomikroskopie předního očního segmentu na štěrbinové lampě a sítnice s důrazem na makulární oblast.
U pacientů s onemocněním sítnice se v minulosti rutinně používala k vyšetření sítnice a cévního řečiště fluorescenční angiografie (FA) a indocyaninová angiografie (ICGA). V posledních 20 letech byla vyvinuta optická koherenční tomografie (OCT), což je neinvazivní diagnostická metoda, která využívá infračervené záření a umožňuje trojrozměrně zobrazit oční sítnici. Používá se nejen při diagnostice VPMD, ale také při určování stadia a hodnocení progrese onemocnění a léčebné odpovědi.

## Léčba a prevence
Prevence onemocnění zahrnuje dodržování zdravého životního stylu, pravidelná oční vyšetření, pravidelné kontroly krevního tlaku a cukru v krvi, vyvarování se obezitě a kouření a ochrana zraku před UV zářením.
U obou typů makulární degenerace je důležitá včasná diagnóza, která umožní záchyt onemocnění v časných stadiích, kdy zrakové funkce nejsou ještě příliš narušené. Onemocnění nelze zcela vyléčit a zajistit normální vidění, ale léčebnými postupy lze do určité míry stabilizovat jeho průběh a další vývoj.

### Suchá forma
U suché formy VPMD jde o podpůrnou léčbu, doporučuje se užívat doplňky stravy s obsahem luteinu, vitamínů C,E, betakarotenu a glutathionu, selenu a zinku. Důležité je pravidelné sledování pacienta a kontrola, zda onemocnění nepřechází do vlhké formy.
Rheoferéza se používá ke zlepšení prokrvení cévnatky a sítnice u pacientů s výskytem převážně měkkých drúz v makule. Dochází k filtraci plazmy a snížení obsahu specifických vysokomolekulárních látek jako LDL cholesterol, IgM, α2 makroglobulin, fibronektin, fibrinogen a von Willebrandův faktor, které se jinak mohou v sítnici kumulovat a být příčinou její degenerace.

### Vlhká forma
Výrazný úspěch v léčbě vlhké formy VPMD přestavuje aplikace látek působících proti vaskulárnímu endoteliálnímu růstovému faktoru (anti-VEGF) přímo do oka. Prvním takovým lékem byl pegaptanib, který se váže s vysokou specifitou a afinitou na VEGF a selektivně inhibuje patologickou tvorbu nových cév. Vzhledem k jeho nižší účinnosti ve srovnání s ostatními v současnosti dostupnými anti-VEGF preparáty se nicméně pegaptanib již k léčbě vlhké formy VPMD nedoporučuje.
Nejčastěji se podává biologická léčba – protilátky proti VEGF, které zabraňují tvorbě a růstu nových cév, krvácení a otokům. Po jejich zavedení došlo k poklesu slepoty způsobené VPMD o 50 - 70 %. U většiny pacientů se onemocnění stabilizuje a dál se nezhoršuje, u některých dochází ke zlepšení zrakové ostrosti. Protilátky schválené pro léčbu vlhké formy VPMD jsou ranibizumab, brolucizumab a faricimab. Další v praxi používanou protilátkou je bevacizumab, který ale není pro uvedenou indikaci schválen a používá se v režimu off-label. Inhibitor VEGF aflibercept schválený pro tuto indikaci je rekombinantní fúzní protein, který je menší než protilátky a proniká do všech vrstev sítnice.
Při fotodynamické terapii (PDT) se intravenózně aplikuje fotoaktivní látka ze skupiny porfyrinů verteporfin, která se naváže na lipoproteinové receptory v nově vzniklých cévách. Verteporfin se laserem aktivuje a při následné fotochemické reakci se uvolní kyslíkové radikály, které poškodí novotvořené cévy a trombóza je uzavře. Používá se také kombinace PDT s protilátkami proti VEGF nebo steroidy.
Od 80. let minulého století se používá laserová koagulace, je to historicky první účinná léčba vlhké formy VPMD. Doporučuje se, pokud novotvořené cévy nezasahují přímo do makuly.

## Kompenzační pomůcky
Protože periferní vidění zůstává obvykle zachováno, mohou se jedinci s makulární degenerací naučit používat zbývající zrak k částečné kompenzaci. Kompenzační pomůcky mohou pomoci při čtení, např. zvětšovací brýle, speciální brýlové čočky, čtečky počítačových obrazovek, elektronické brýle a televizní systémy, které zvětšují čtecí materiál.